# جيروذ نيلسوني
جيروذ نيلسوني (الاسم العلمي: Neotoma nelsoni) هي نوع من الحيوانات تتبع جنس الجيروذ من فصيلة الفأرية.